# Shadi Abdel Salam
Shadi Abdel Salam (àrab: شادي عبد السلام, Xādī ʿAbd as-Salām) (Alexandria, 15 de març de 1930 - el Caire, 8 d'octubre de 1986) va ser un director cinematogràfic, escriptor i dissenyador de vestuari i escenografia egipci.
En 1948 Shadi va completar els seus estudis en el Victoria College, Alexandria. Posteriorment, durant 1949 i 1950, va estudiar art dramàtic a Anglaterra. Després es va incorporar a l'Escola d'Art del Caire, on va aconseguir el títol d'arquitecte en 1955.
En 1957 va treballar com a assistent de l'arquitecte artístic, Ramsis W. Wassef, 1957, i va dissenyar els decorats i vestuaris d'algunes de les més famoses pel·lícules egípcies històriques, com ara Wa Islamah, Al Nasser Salah Ad-Din i Almaz wa Abdu El Hamouly.
Va treballar com a consultor històric i supervisor de decoracions, vestuari i accessoris de la pel·lícula polonesa Faraó, dirigida per Jerzy Kawalerowicz.
També va dirigir entre 1968 a 1969 el llargmetratge dramàtic titulat Al-Mummia considerada un de les millors pel·lícules egípcies de tots els temps, i va rebre nombrosos premis per la seva obra.
En 1970 va ser director del Centre per a pel·lícules experimentals del Ministeri de Cultura d'Egipte. Entre 1974 a 1985 va escriure el guió i va dissenyar l'escenografia del llargmetratge Ikhnatoun. Com a docent ha ensenyat entre 1963 a 1969 en l'Institut de Cinema d'Egipte en els Departaments de Decoració, Vestuari i Direcció.